# Google Duo
Google Duo fue una aplicación móvil de chat de vídeo desarrollada por Google, disponible tanto para Android como para iOS y KaiOS  . Fue presentada el 18 de mayo de 2016 junto a Google Allo, una aplicación de mensajería instantánea. Después de haber sido lanzada esta aplicación, se logró posicionar en el puesto número uno de descargas gratuitas en Google Play Store únicamente dos días después de su lanzamiento oficial.
El 1 de junio de 2022, Google anunció sus planes para fusionar Google Duo y Google Meet en una sola plataforma. Una vez terminado el proceso, Google Duo pasará a llamarse Google Meet.

## Características
- Calidad de vídeo Half HD en 720p
- Estaba optimizado para redes móviles con bajo ancho de banda
- Tenía cambio automático entre señal Wi-Fi y datos móviles del usuario
- El uso de números telefónicos facilitaba el uso de llamadas a usuarios dentro de su lista de contactos[6]
- “Knock Knock” - Era una función única en Android que permitía una vista previa de la persona que estaba llamando antes de que el usuario podía contestar la llamada.
- Cifrado de extremo a extremo
- Mensajes de video